# Тамна маглина
Тамне маглине су дифузне маглине које се састоје од међузвездане прашине (субмикронске честице) различитог молекулстког састава, а примећују се јер заклањају видљиву светлост звезда или других сјајних објеката који се налазе иза њих. Називају се и апсорпционе маглине а степен апсорпције зависи од таласне дужине електромагнетног зрачења — јача је апсорпција краћих таласних дужина (а пропуштају инфрацрвено зрачење и радио-таласе). Осим што блокирају светлост других објеката, тамне маглине имају јако мало свог зрачења јер су међу најхладнијим објектима у свемиру, са температуром од свега 10К. Због тако ниске температуре, као и зато што се састоје доминантно од молекуларног водоника, 99% масе тамног облака није доступно директним посматрањима. Гашење светлости изазивају међузвездана зрна прашине која се налазе у најхладнијим, најгушћим деловима молекуларних облака. Кластери и велики комплекси тамних маглина су повезани са џиновским молекуларним облацима. Изоловане мале тамне маглине се називају Бок глобуле. Попут друге међузвездане прашине или материјала, ствари које заклања видљиве су само коришћењем радио таласа у радио астрономији или инфрацрвених зрака у инфрацрвеној астрономији.
Тамне маглине се „виде“ захваљујући томе што заклањају светлост других објеката. Тако је могуће видети тамне маглине које заклањају светлост Млечног пута, али и других галаксија које се виде „с бока“ (галаксија Андромеда, NGC 891). Једна од најпознатијих тамних маглина је маглина Коњска глава, која заклања део емисионе маглине IC 434. То што ми неки облак међузвездане прашине видимо као тамну маглину, не значи да супротан крај облака неће бити осветљен звездама, па ће се видети као емисиона маглина (ако га осветљавају вреле звезде способне да га јонизују) или као рефлексиона маглина (ако га осветљавају звезде које не могу да га јонизују већ облак само одбија њихову светлост).
Тамни облаци се појављују због честица прашине субмикрометарске величине, обложених смрзнутим угљен-моноксидом и азотом, који ефикасно блокирају пролаз светлости на видљивим таласним дужинама. Такође су присутни молекуларни водоник, атомски хелијум, C18O (CO са кисеоником као изотопом 18O isotope), CS, NH3 (амонијак), H2CO (формалдехид), c-C3H2 (циклопропенилиден) и молекуларни јон N2H+ (диазенилијум), од којих су сви су релативно транспарентни. Ови облаци су места настанка звезда и планета, а разумевање њиховог развоја је од суштинског значаја за разумевање формирања звезда.
Облик таквих тамних облака је веома неправилан: немају јасно дефинисане спољне границе и понекад попримају закривљене змијолике облике. Највеће тамне маглине су видљиве голим оком, појављују се као тамне мрље на светлијој позадини Млечног пута, попут маглине Угљена врећа и Велики расцеп. Ови објекти голим оком се понекад називају сазвежђа тамних облака и добијају различита имена.
У унутрашњим молекуларним регионима тамних маглина дешавају се важни догађаји, као што је формирање звезда и масера.

## Галерија
- Маглина Коњска глава[9][10] у сазвежђу Орион
- Аустралијски Абориџини називају скуп тамних маглина које прекривају Млечни пут „Ему на небу“
- Тамни коњ, маглина у сазвежђу Змијоноша која прекрива део Млечног пута
- Тамне маглине у диску галаксије Андромеда
- Тамне маглине у диску спиралне галаксије
- Тамна маглина LDN 1768 садржи протозвезде.[11]
- Тамна маглина под називом LDN1774, снимљена Широкопољним имиџером, инструментом постављеним на ESO-ов 2,2-метарски MPG/ESO телескоп у Ла Сили.[12]
- Тамна маглина LDN 483 се налази на удаљености од око 700 светлосних година у сазвежђу Змија.[13]
- Лупус 4 густ џеп гаса и прашине где се очекује да се формирају нове звезде.[14]